# Geraniàcies
Les geraniàcies (Geraniaceae) són una família de plantes magnoliòpsides que viuen generalment a les zones temperades, composta per 7 gèneres i unes 800 espècies, la majoria de les quals pertanyen als gèneres Geranium (375 espècies) i Pelargonium (250 espècies).

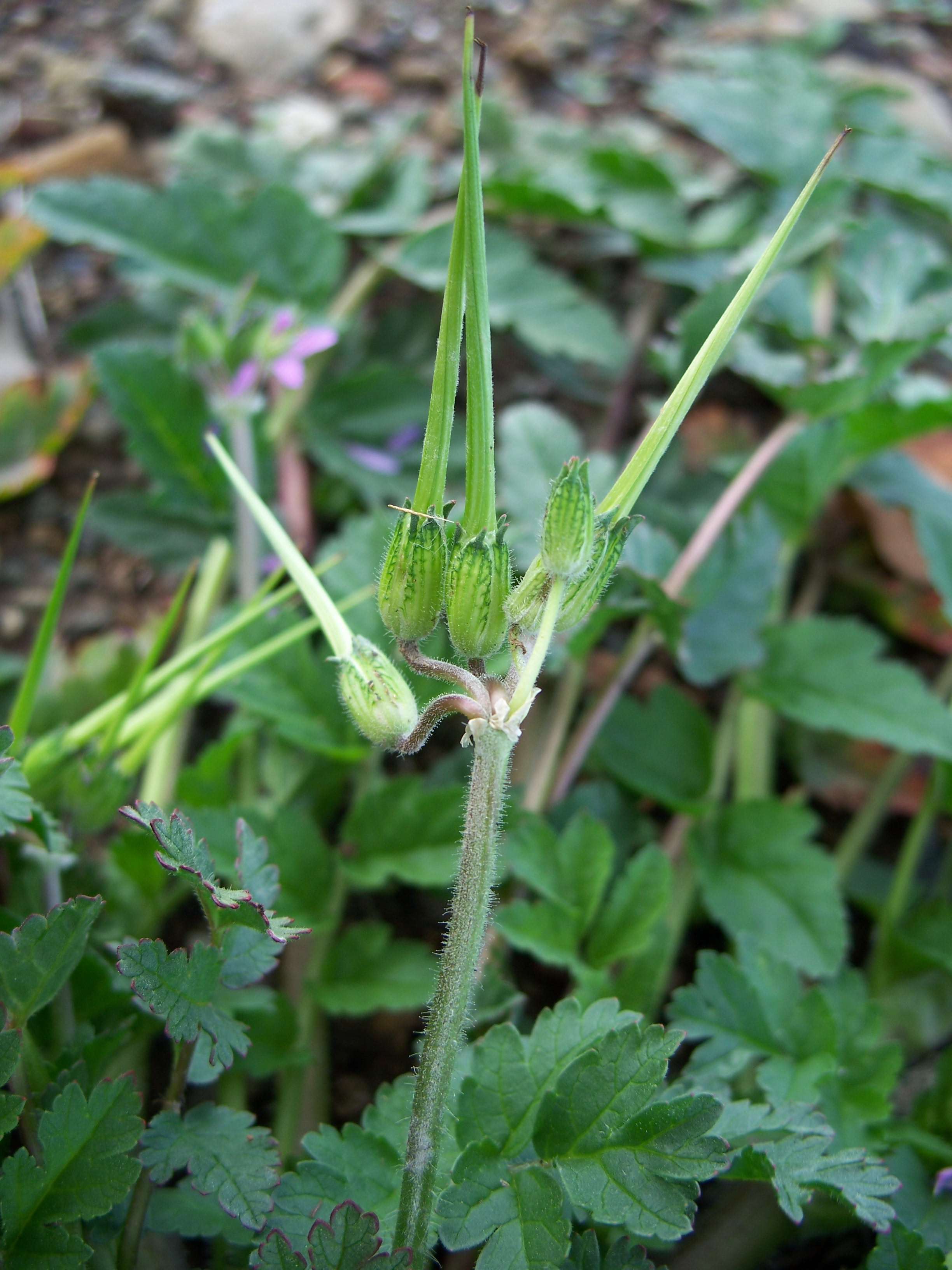
Fruits dErodium moschatum. El llarg bec que presenten els fruits de les geranàcies fa que els noms científics i populars de moltes espècies facin referència als ocells o a les agulles

Són plantes herbàcies o arbustives, perennes o anyals. Sovint són aromàtiques i els seus olis essencials són utilitzats en perfumeria.
Tenen flors amb cinc pètals, ovari súper, un sol estil i de tres a cinc estigmes, però el tret més inconfusible de les plantes d'aquesta família és el fruit amb un llarg bec.
A Europa només són presents algunes espècies dels gèneres Geranium i Erodium. També trobem conreats com a planta ornamental els geranis, originaris de l'Àfrica meridional i pertanyents al gènere Pelargonium.
Els gèneres Erodium, Geranium i Pelargonium es distingeixen per diferents trets:
- Els Geranium i també els Pelargonium tenen la fulla palmada i de contorn més o menys arrodonit o poligonal, mentre que els Erodium la tenen allargada i pinnada (o sigui, amb un nervi central i nervis secundaris que en surten simètricament a banda i banda).
- Els tres gèneres tenen deu estams, però si bé en els Geranium tots deu tenen antera (amb alguna excepció), en els Erodium només en duen cinc, i els altres cinc són filaments estèrils. En els Pelargonium són set els estams amb antera.
- Els Pelargonium, a diferència dels altres dos gèneres, tenen la tija més o menys suculenta i la flor lleugerament zigomorfa (o sigui, amb simetria bilateral) mentre que els altres dos la tenen actinomorfa (amb simetria radial).

D'aquests trets el més útil per distingir fàcilment els Geranium dels Erodium és el caràcter palmat o pinnat de la fulla.

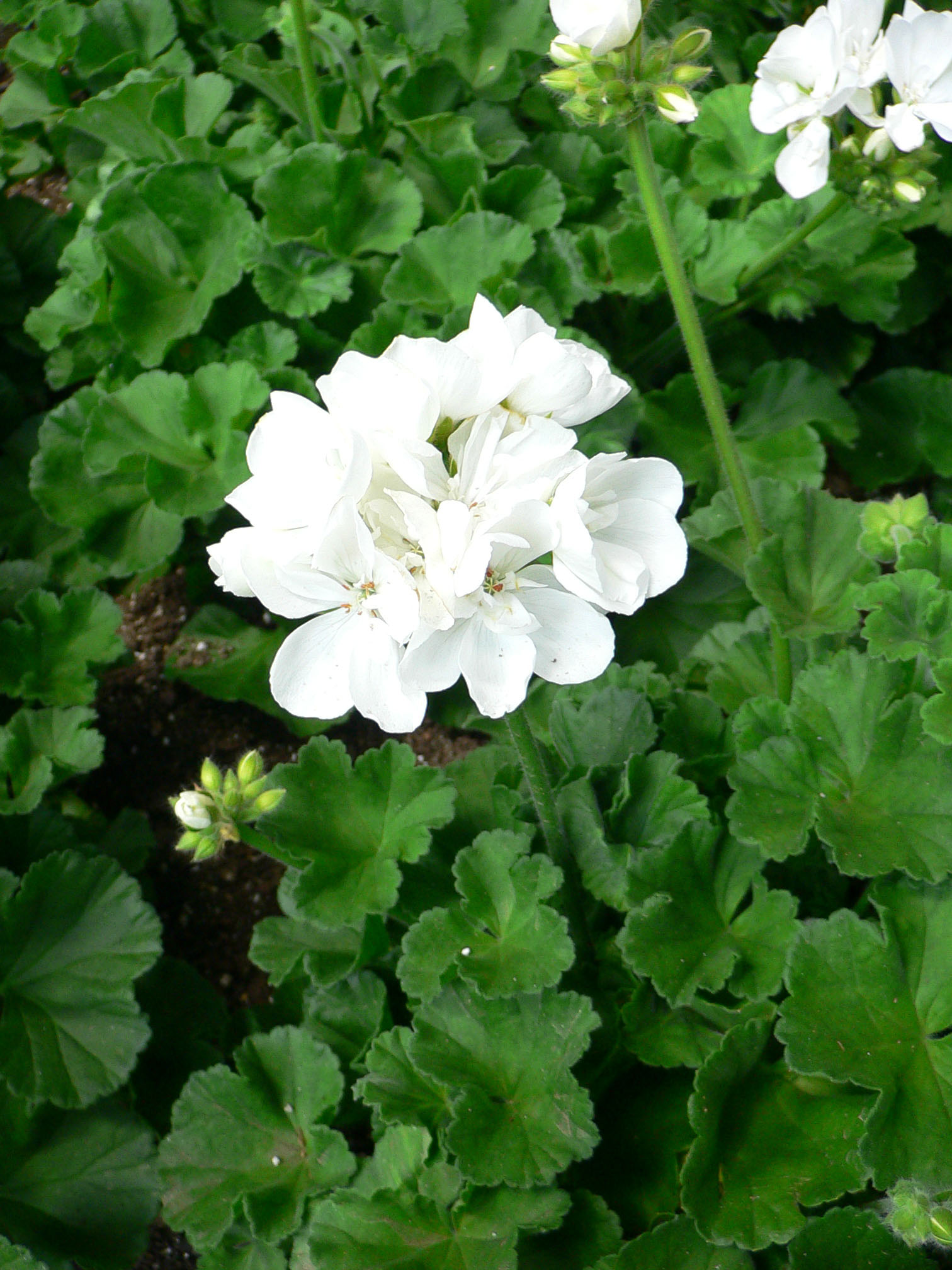
Pelargonium x hortorum
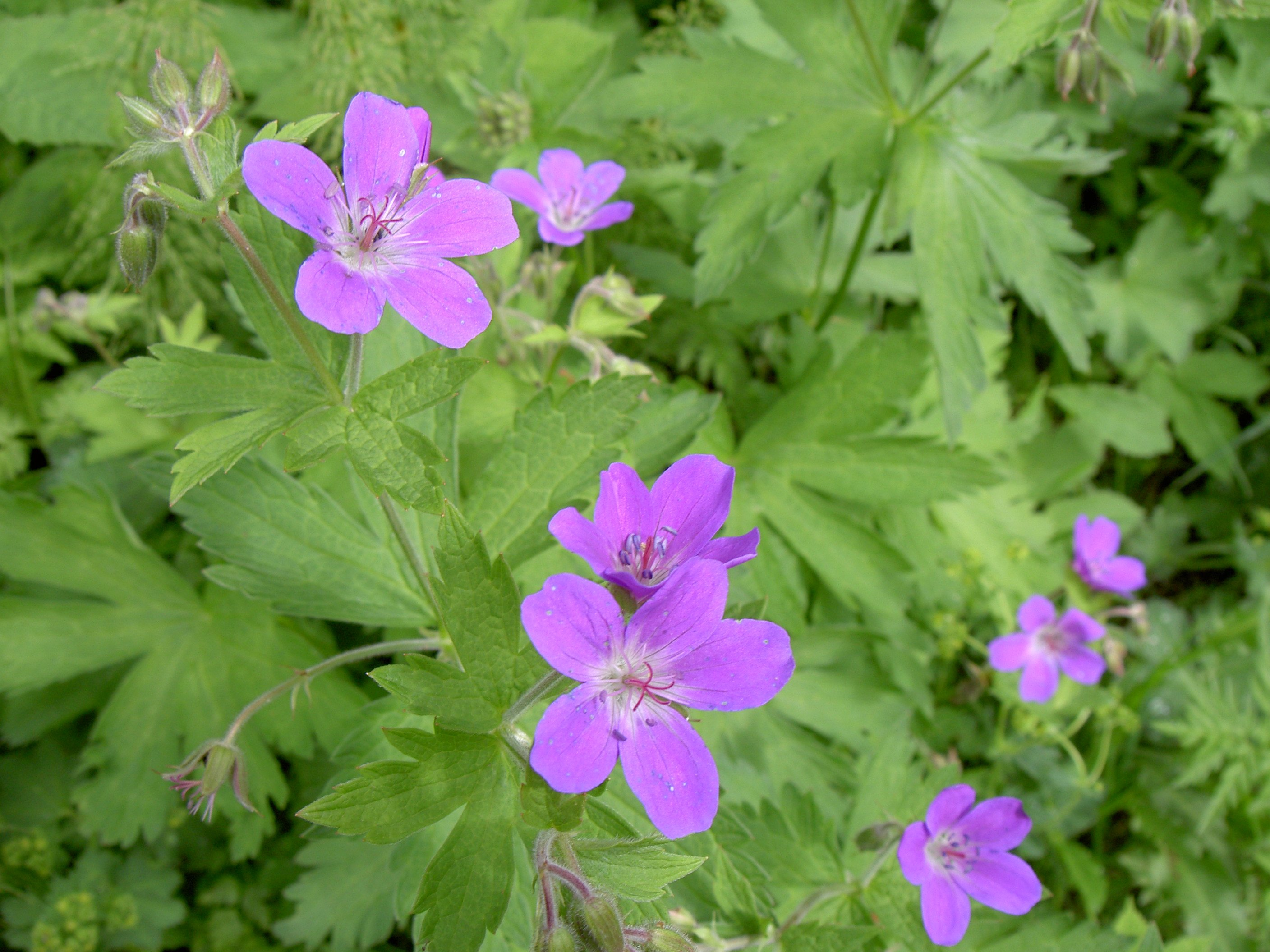
Geranium sylvaticum
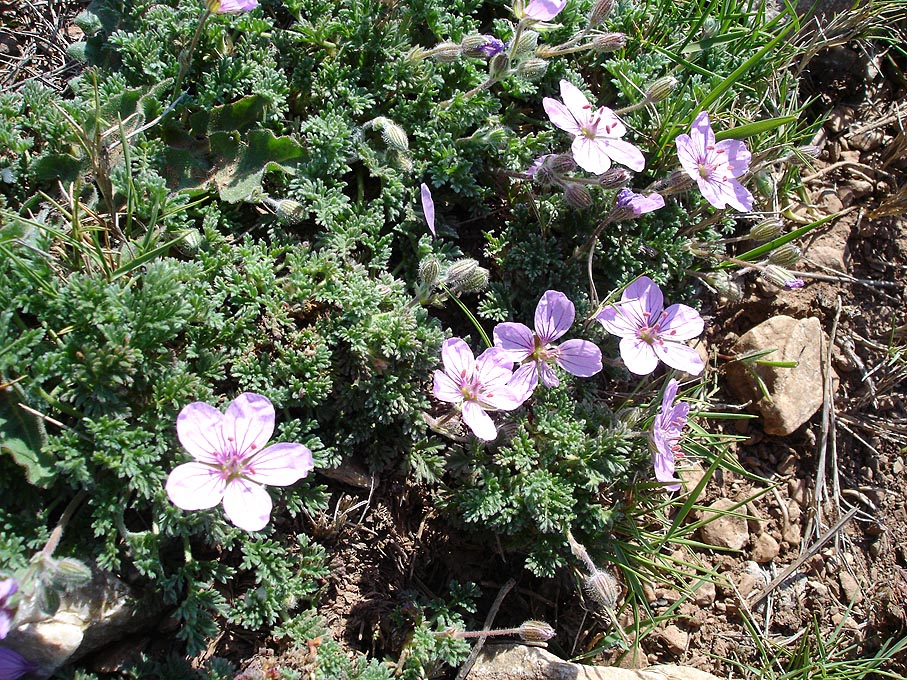
Cargola de roca (Erodium foetidum)
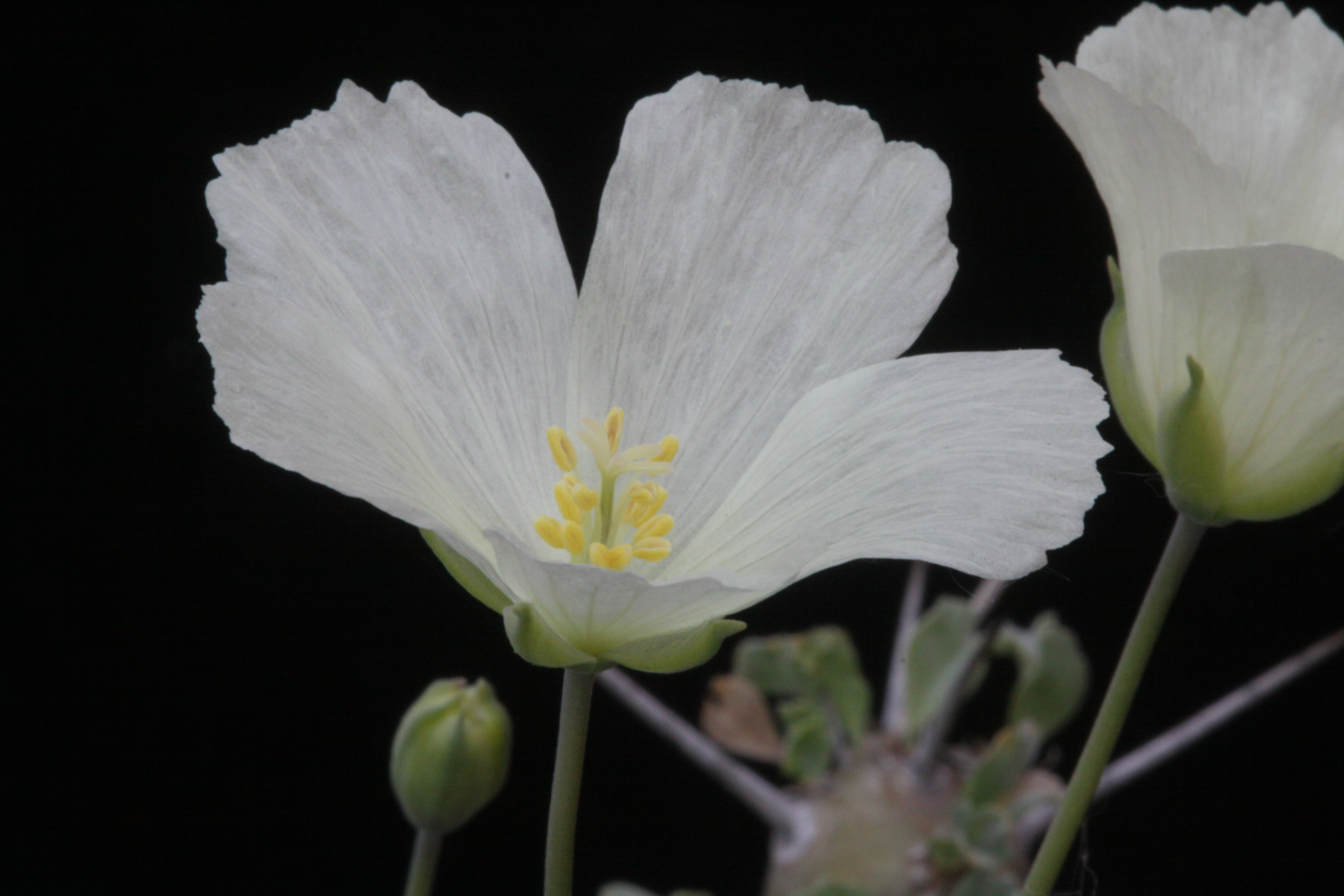
Sarcocaulon crassicaule